# Rocas Surge
Las rocas Surge son un grupo de cinco rocas de la Antártida, dos de ellas siempre expuestas, ubicadas a 64°47′S 64°4′O / -64.783, -64.067 a 0,1 millas al sudoeste de la isla Eichorst y a 0,6 millas al sudsudeste de la punta Bonaparte de la isla Anvers en el archipiélago Palmer. 
El nombre fue sugerido el personal de la Base Palmer en 1972. Las elevaciones del océano al actuar sobre los bajíos que rodean estas rocas, producen unas oleadas (en inglés: surge) y cambios del nivel del agua en cualquier condición atmosférica.

## Reclamaciones territoriales
Argentina incluye a las rocas Surge en el departamento Antártida Argentina dentro de la provincia de Tierra del Fuego, Antártida e Islas del Atlántico Sur; para Chile forman parte de la comuna Antártica de la provincia Antártica Chilena dentro de la Región de Magallanes y de la Antártica Chilena; y para el Reino Unido integran el Territorio Antártico Británico. Las tres reclamaciones están sujetas a los términos del Tratado Antártico.
Nomenclatura de los países reclamantes: 
- Argentina: ?
- Chile: ?
- Reino Unido: Surge Rocks